# Арінас-Веллі (Нью-Мексико)
Арінас-Веллі (англ. Arenas Valley) — переписна місцевість (CDP) в США, в окрузі Грант штату Нью-Мексико. Населення — 1291 особа (2020).

## Географія
Арінас-Веллі розташований за координатами 32°46′36″ пн. ш. 108°12′7″ зх. д. / 32.77667° пн. ш. 108.20194° зх. д. (32.776652, -108.202066).  За даними Бюро перепису населення США в 2010 році переписна місцевість мала площу 10,55 км², з яких 10,55 км² — суходіл та 0,00 км² — водойми.

## Демографія
Згідно з переписом 2010 року, у переписній місцевості мешкали 1522 особи в 618 домогосподарствах у складі 396 родин. Густота населення становила 144 особи/км².  Було 711 помешкання (67/км²).
Расовий склад населення:
| - 86,5 % — білих - 1,1 % — корінних американців - 0,5 % — чорних або афроамериканців - 0,2 % — азіатів - 7,6 % — осіб інших рас |

До двох чи більше рас належало 4,2 %. Частка іспаномовних становила 51,4 % від усіх жителів.
За віковим діапазоном населення розподілялося таким чином: 26,5 % — особи молодші 18 років, 58,5 % — особи у віці 18—64 років, 15,0 % — особи у віці 65 років та старші. Медіана віку мешканця становила 40,6 року. На 100 осіб жіночої статі у переписній місцевості припадало 103,7 чоловіків;  на 100 жінок у віці від 18 років та старших — 105,3 чоловіків також старших 18 років.
Середній дохід на одне домашнє господарство  становив 56 033 долари США (медіана — 43 555), а середній дохід на одну сім'ю — 63 996 доларів (медіана — 60 000). За межею бідності перебувало 9,9 % осіб, у тому числі 16,7 % дітей у віці до 18 років та 0,0 % осіб у віці 65 років та старших.
Цивільне працевлаштоване населення становило 706 осіб. Основні галузі зайнятості: освіта, охорона здоров'я та соціальна допомога — 29,2 %, будівництво — 25,9 %, сільське господарство, лісництво, риболовля — 15,2 %, фінанси, страхування та нерухомість — 10,1 %.